# Pendelschlagwerk

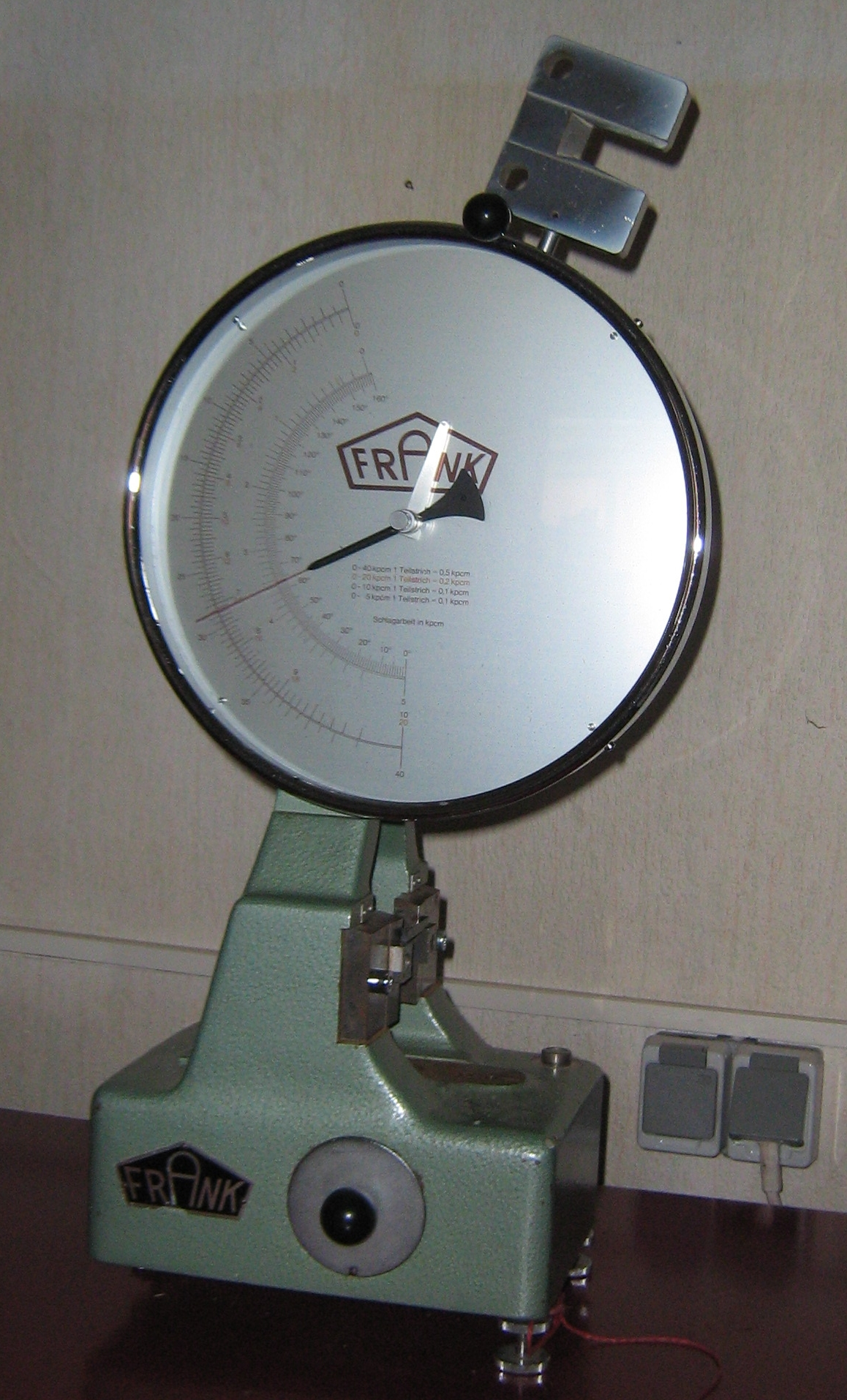
Pendelschlagwerk

Das Pendelschlagwerk ist eine Prüfmaschine zur Bestimmung der Schlagzähigkeit und Schlagarbeit an genormten Proben und Prüfstäben. Ein Pendelschlagwerk besteht im Allgemeinen aus einem Pendelhammer, der an einer möglichst reibungsfrei gelagerten Welle aufgehängt ist, einem Gestell zur Absorption der freiwerdenden Energie und Vorrichtungen, wie sie die verschiedenen DIN-Normen vorschreiben. 
Die Pendelschlagwerke sind teilweise mit einfachen Schleppzeigern ausgerüstet, um einfache Kerbschlagbiegeversuche durchzuführen. Es sind auch Geräte erhältlich, ausgestattet mit Mikroprozessor oder mit PC zur Auswertung und zur Verwaltung von Statistiken. 
Diese Geräte werden u. a. verwendet, um Prüfungen gemäß den nachfolgenden Normen durchzuführen:
- DIN EN ISO 148-1:2011-01 (Ersatz für DIN EN 10045-1), (Kerbschlagbiegeversuch)
- DIN 53 453, DIN 53 753 und DIN 53 448
- BS 2782, P.3 Methode 350 und 359
- ASTM D 256, Methode A und B
- AFNOR NF T51-111
- BS 7413
- ISO 8256 (Bestimmung der Schlagzugzähigkeit Schlagzugversuch)
- ASTM D 4812